# Emun Elliott
Emun John Elliott (nacido el 28 de noviembre de 1983) es un actor escocés, conocido por interpretar al Dr. Christian King en Paradox, Richie en Threesome, John Moray en Galerías Paradise y Kenny en Guilt.

## Vida
Elliott nació en 1983 en Edimburgo como Emun John Mohammadi. Su padre es de ascendencia persa; su madre es escocesa. Se crio en Duddingston, Portobello, Edimburgo, y asistió a la escuela de George Heriot antes de comenzar una licenciatura en literatura inglesa y francesa en la Universidad de Aberdeen. Abandonó la universidad después de un año, pasó a formarse en la Real Academia Escocesa de Música y Drama.

## Carrera
Los créditos televisivos de Elliott incluyen Monarch of the Glen, Feel the Force, Afterlife y Paradox, en la que interpretó el papel principal del Dr. Christian King. También interpretó a Jay Adams en el drama Lip Service de BBC Three, y apareció en un episodio de Inspector George Gfully, y en el drama criminal Vera.
Elliott hizo su debut cinematográfico en The Clan (2009). Apareció en Black Death (2010) y Strawberry Fields (2011). Ha prestado su voz a los dramas radiofónicos Places in Between y Black Watch.
En el teatro, Elliott apareció en Black Watch como el soldado Fraser, un papel que interpretó durante dos años y medio en el Teatro Nacional de Escocia. En 2010 interpretó a Claudio en una producción de Medida por medida en el Teatro Almeida.
En 2009, Screen International nombró a Elliott como "alguien a seguir".
Elliott interpretó a Richie, un hombre gay que deja embarazada a su amiga, en la comedia Threesome de Comedy Central. Apareció como el carismático propietario de grandes almacenes del siglo XIX, John Moray, en la serie Galerías Paradise de BBC One e interpretó a Andrew Brenner en el drama Trust Me de BBC One. En el 2019, interpretó a Kenny Burns en el drama Guilt de BBC Scotland.

## Filmografía

### Televisión
| Año       | Título                  | Papel             | Notas                   |
| --------- | ----------------------- | ----------------- | ----------------------- |
| 2005      | Monarch of the Glen     | Danny             | Episodio 7.5            |
| 2006      | Feel the Force          | PC MacGregor      |                         |
| 2006      | Afterlife               | Tariq             | Roadside Bouquets       |
| 2009      | Paradox                 | Dr Christian King |                         |
| 2010      | Lip Service             | Jay               |                         |
| 2010      | Inspector George Gently | Damien Barratt    | Peace And Love          |
| 2011      | Vera                    | James Bennett     | Telling Tales (T1, Ep2) |
| 2011      | Game of Thrones         | Marillion         |                         |
| 2011–2012 | Threesome               | Richie            |                         |
| 2012      | Labyrinth               | Guilhem Du Mas    |                         |
| 2012      | Galerías Paradise       | John Moray        |                         |
| 2012      | Falcón                  | Basilio Sánchez   |                         |
| 2013      | Rubenesque              | Grant             |                         |
| 2016      | Jonathan Creek          | Stephen Belkin    | Especial navideño       |
| 2017      | Clique                  | Alistair McDermid | Serie 1                 |
| 2017      | Trust Me                | Andy Brenner      | Serie 1                 |
| 2019–2023 | Guilt                   | Kenny Burns       | Series 1-3              |
| 2022      | The Rig                 | Leck Longman      |                         |
| 2023      | The Gold                | Tony Brightwell   |                         |

### Películas
| Año  | Título                                              | Papel              | Notas |
| ---- | --------------------------------------------------- | ------------------ | ----- |
| 2007 | Then a Summer Starts                                | Luke               |       |
| 2009 | The Clan                                            | Cal McKinley       |       |
| 2010 | Black Death                                         | Swire              |       |
| 2012 | Prometheus                                          | Chance             |       |
| 2012 | Strawberry Fields                                   | Kev                |       |
| 2013 | Filth                                               | Peter Inglis       |       |
| 2013 | The Ring Cycle                                      | Richard            |       |
| 2014 | exodus: Gods and Kings                              |                    |       |
| 2015 | Scottish Mussel                                     | Leon               |       |
| 2015 | Star Wars: Episodio VII - El despertar de la Fuerza | Brance             |       |
| 2017 | 6 Days                                              | Roy                |       |
| 2018 | Tell It to the Bees                                 | Robert Weekes      |       |
| 2021 | Old                                                 | Trent Cappa adulto |       |
| 2021 | The King's Man                                      | Black Watch        |       |

## Teatro
| Año  | Obra                   | Papel                | Teatro                               |
| ---- | ---------------------- | -------------------- | ------------------------------------ |
| 2015 | A View from the Bridge | Marco                | Young Vic, Londres                   |
| 2016 | Red Velvet             | Pierre LaPorte       | Garrick Theatre, Londres             |
| 2017 | Fatherland             |                      | Royal Exchange, Manchester           |
| 2019 | La rosa tatuada        | Alvaro Mangiacavallo | Teatro American Airlines, Nueva York |